# Mister Supranacional 2021
Mister Supranacional 2021 fue la 5.ª edición del certamen Mister Supranacional, correspondiente al año 2021, realizado el 22 de agosto en el Anfiteatro Strzelecki Park de Nowy Sącz, Polonia. Candidatos de 34 países y territorios autónomos compitireron por el título. Al final del evento, Nate Crnkovich, Mister Supranacional 2019 de Estados Unidos, entregó el título a su sucesor Varo Vargas de Perú.

## Resultados
| Posiciones                | Concursante |
| ------------------------- | --- |
| Mister Supranacional 2021 | - Perú — Varo Vargas |
| Primer finalista          | - Togo — Abdel Kacem Tefridj |
| Segundo finalista         | - Venezuela — William Badell |
| Tercer finalista          | - Nepal — Santosh Upadhyaya |
| Cuarto finalista          | - España — Lucas Muñoz-Alonso |
| Semifinalistas (Top 10)   | - México — Gustavo Rosas - Malta — Raffael Fiedler - India — Rahul Rajasekharan Nair - República Dominicana — Iván Oleaga Gómez - Indonesia — Okky Alparessi |
| Cuartofinalistas (Top 20) | - República Checa — David Kremen - Puerto Rico — Francisco Vergara - Eslovaquia — Marek Jastráb - Colombia — Manuel Molano - Polonia — Daniel Borzewski - Haití — Theodore Bien-Aime - Filipinas — Jonh Adajar - Francia — Fabien Mounoussamy - Aruba — Derrel Lampe - Grecia — Spyros Nikolaidis |

### Ganadores Continentales
| Continente | Candidato                                  |
| ---------- | ------------------------------------------ |
| Africa     | - Sierra Leona - Abu Bakkar Bakish         |
| América    | - México - Gustavo Adolfo Rosas            |
| Asia       | - India - Rahul Rajasekharan Nair          |
| Europa     | - Malta - Raffael Fiedler                  |
| Caribe     | - República Dominicana - Iván Oleaga Gómez |

## Relevancia histórica del concurso
- Perú ganó por primera vez Mister Supranacional.
- Togo obtiene la posición de primer finalista por primera vez.
- Venezuela obtiene la posición de segundo finalista por primera vez.
- Nepal obtiene la posición de tercer finalista por primera vez.
- España obtiene la posición de cuarto finalista por primera vez.
- Filipinas, India, Malta y  Polonia clasifican por quinto año consecutivo.
- República Checa y República Dominicana clasifican por tercer año consecutivo.
- Indonesia, Perú y Venezuela clasifican por segundo año consecutivo.
- Aruba, Colombia, Grecia, Haiti,  Nepal y Togo clasifican por primera vez en la historia del certamen.
- Eslovaquia, España, México y Puerto Rico clasificaron por última vez en 2018.
- Francia clasificó por última vez en 2016.
- Brasil rompe una racha de clasificaciones consecutivas que mantenía desde 2016.
- Estados Unidos rompe una racha de clasificaciones consecutivas que mantenía desde 2017.
- Tailandia rompe una racha de clasificaciones consecutivas que mantenía desde 2018.

## Premios especiales
| Título              | Candidato                        |
| ------------------- | -------------------------------- |
| Mister Amistad      | - Corea del Sur - Young-Dong Cho |
| Mister Fitness      | - Estados Unidos - Felix Martin  |
| Mister Fotogénico   | - Venezuela - William Badell     |
| Mister Personalidad | - Aruba - Derrel Lampe           |
| Mister Talento      | - Polonia - Daniel Borzewski     |

### Retos
| Título          | Candidato                         |
| --------------- | --------------------------------- |
| Reto Fan Vote   | - Indonesia - Okky Alparessi      |
| Reto Influencer | - Nepal - Santosh Upadhyaya       |
| Reto Supra Chat | - India - Rahul Rajasekharan Nair |
| Reto Top Model  | - Togo - Abdel Kacem Tefridj      |

## Historia
La edición estaba programada originalmente para diciembre de 2020 (como era habitual en ediciones anteriores), pero Gerhard Parzutka von Lipinski, presidente de la organización, decidió posponer el concurso debido a la pandemia de COVID-19.
El 2 de mayo de 2021, la organización en cabeza del presidente anuncia que el concurso se realizará en Nowy Sącz, Polonia. Las actividades iniciaron el 8 de agosto, con la final celebrado en el entonces recién inaugurado Anfiteatro Strzelecki Park el 22 de agosto de 2021.

## Candidatos
34 países compitieron por el título de Mister Supranacional 2021:
| - Aruba - Derrel Lampe - Bélgica - Jean Atekha - Brasil - João Henrique Siquiera - Colombia - Manuel Molano - Corea del Sur - Young-Dong Cho - Ecuador - Mario Iglesias - España - Lucas Muñoz-Alonso - Francia - Fabien Mounoussamy - Filipinas - John Adajar - Estados Unidos - Felix Martin - Grecia - Spyros Nikolaidis - Haití - Theodore Bien-Aime - India - Rahul Rajasekharan Nair - Indonesia - Okky Alparessi - Macedonia del Norte - Denis Aljush - Malta - Rafael Fiedler - Marruecos - Waild Chakir - México - Gustavo Adolfo Rosas | - Nepal - Santosh Upadhyaya - Países Bajos - Sebastian Martinez - Panamá - Luis José Baloyes - Perú - Álvaro Vargas Rueckner - Polonia - Daniel Borzewski - Puerto Rico - Francisco Vergara - República Checa - David Kremen - República Dominicana - Iván Oleaga Gómez - República Eslovaca - Marek Jastráb - Rumania - Zamfir Geanny - Sierra Leona - Abu Bakarr Bakish Tarawalie - Singapur - Sauffi Gonzalez - Sudáfrica - Akshar Birbal - Tailandia - Nipun Kaewruan - Togo - Abdel Kacem Tefridj - Venezuela - William Badell |

## Sobre los países en Mister Supranacional 2021

### Naciones debutantes
- Aruba
- Grecia
- Haití
- Macedonia del Norte
- Marruecos
- Nepal
- Sierra Leona
- Singapur

### Naciones que regresan a la competencia
Concursaron por última vez en 2016:
- Bélgica

Concursaron por última vez en 2018:
- Panamá
- Togo

### Naciones ausentes
- Argelia
- Canadá
- Chile
- Etiopía
- Guinea Ecuatorial
- Jamaica
- Japón
- Kenia
- Laos
- Moldavia
- Montenegro
- Nueva Caledonia
- Reino Unido
- Suiza
- Surinam
- Vietnam